# 川崎重工業硬式野球部
川崎重工業硬式野球部（かわさきじゅうこうぎょうこうしきやきゅうぶ）は、兵庫県神戸市に本拠地を置き、日本野球連盟に加盟していた社会人野球の企業チームである。1982年に活動を停止した。
運営母体は、造船事業を手掛ける川崎重工業。

## 概要
1920年代から活動していた古参チームで、戦前から都市対抗野球大会に出場していた。戦後は1950年代に全盛期を迎えたがその後低迷、1961年には会社の事情で1年間休部、1980年代初頭に回復のきざしはあったが、1982年で活動を停止した。

## 設立・沿革
- 1920年以前 - 『川崎造船』として創部。
- 1938年 - 都市対抗野球に初出場（ベスト8）。
- 1953年 - 日本産業対抗野球大会初出場。
- 1982年 - 解散。

## 主要大会の出場歴・最高成績
- 都市対抗野球大会 - 出場14回[1]
- 日本産業対抗野球大会 - 出場5回
- 社会人野球日本選手権大会 - 出場2回

## 主な出身プロ野球選手
- 田川豊 - 1946年に近畿グレートリングに入団、その後審判員となる。
- 長富政武 - 門司鉄道管理局、大洋漁業を経て、1950年に大洋ホエールズに入団。

## かつて在籍していた主な選手・コーチ・監督
- 木村富士夫 - 法政大学で六大学ベストナイン。
- 橘谷健 - 第41回都市対抗野球大会で、三菱重工神戸に補強されて出場、久慈賞受賞。